# Premio Locus per la miglior opera prima
Il Premio Locus per la miglior opera prima è un premio letterario conferito con cadenza annuale della rivista mensile statunitense Locus, facente parte dei Premi Locus, consegnato dal 2006  al Experience Music Project and Science Fiction Museum and Hall of Fame di Seattle.
Il premio viene consegnato con cadenza annuale dal 1981. La classifica avviene tramite votazione dei lettori per opere pubblicate l'anno precedente, tale modalità di attribuzione differenzia il premio da molti altri che, invece, vengono assegnati in base alle votazioni di una giuria di esperti del settore. Pur non avendo collegamenti con esso il premio Locus è stato sin dalla sua prima edizione pensato per dare indicazioni alla giuria del premio Hugo circa le opere maggiormente meritorie da premiare.
Il primo a ricevere il premio è stato Robert L. Forward, per la sua opera Dragon's Egg,  pubblicata nel 1980.
Nel corso dei 37 anni di edizione, 37 persone si sono aggiudicate il premio, non risultano pluripremiati data la natura stessa del premio.

## Regolamento
Aggiornato al 1 febbraio 2019
Ogni anno, sul sito ufficiale Locus e sulla rivista, in un'apposita sezione denominata Locus Poll and Survey viene pubblicato il regolamento seguito dall'apposita scheda per il voto, online o cartaceo, del concorso per i premi Locus. Il regolamento è inerente ai vincoli di voto per le opere apparse l'anno precedente.
Al 49 ° concorso dei premi Locus (2019) sono presenti 16 differenti categorie. In ogni categoria possono essere votate fino a cinque opere o candidati, classificandoli da 1 (primo posto) fino a 5 (quinto posto).
Le opzioni di voto sono basate su un'apposita lista di letture raccomandate, facilitando enormemente il conteggio dei risultati, nonostante la lista, l'elettore può utilizzare delle apposite caselle di scrittura per votare altri titoli e candidati non elencati, in qualsiasi categoria.
Non è possibile votare più di un'opera in una categoria con lo stesso rango (ad esempio, due selezioni classificate al 1 ° posto), se lo scrutinio evidenziasse delle anomalie oppure un doppio rango, i voti verranno ignorati in quella categoria. Non è possibile votare per la stessa opera più di una volta, eccetto il premio Locus per il miglior romanzo, che potrebbe anche essere indicato anche come premio Locus per la miglior opera prima.
A differenza dei premi Hugo e Nebula i premi Locus hanno requisiti di eleggibilità in qualche modo diversi, sono aperti a pubblicazioni o opere che sono apparse per la prima volta, in qualsiasi parte del mondo, durante l'anno solare, con un margine di preavviso per i piccoli editori o le pubblicazioni in ritardo.
L'elettore ha la possibilità di lasciare alcune categorie vuote o di compilarle parzialmente, nonché quella di compilare l'intero sondaggio.
La scadenza per i voti è sancita per il 15 aprile.
Tutti i voti, sia degli abbonati che dei non abbonati, sono da considerarsi validi a condizione che vengano inclusi il nome, l'e-mail e le informazioni del sondaggio e non violino le regole di voto.

## Dal 1981 al 1989
| Vincitori del Premio Locus miglior opera prima |

| Anno | Fotografia vincitori     | Vincitori e finalisti                   | Romanzo                                                 | Note    |
| ---- | ------------------------ | --------------------------------------- | ------------------------------------------------------- | ------- |
| 1981 |                          | Robert L. Forward                       | Dragon's Egg                                            | [ N 1 ] |
| 1981 | Robert Stallman          | The Orphan                              |                                                         | [ N 1 ] |
| 1981 | David Brin               | Spedizione Sundiver                     |                                                         | [ N 1 ] |
| 1981 | Justin Leiber            | Beyond Rejection                        |                                                         | [ N 1 ] |
| 1981 | Paul Preuss              | The Gates of Heaven                     |                                                         | [ N 1 ] |
| 1982 |                          | S. P. Somtow                            | Starship & Haiku                                        | [ N 2 ] |
| 1982 | Hilbert Schenck          | At the Eye of the Ocean                 |                                                         | [ N 2 ] |
| 1982 | A. A. Attanasio          | Radix                                   |                                                         | [ N 2 ] |
| 1982 | Paul O. Williams         | The Breaking of Northwall               |                                                         | [ N 2 ] |
| 1982 | Karl Hansen              | War Games                               |                                                         | [ N 2 ] |
| 1983 |                          | Donald Kingsbury                        | Gli alieni del pianeta Geta. Il rito del corteggiamento | [ N 3 ] |
| 1983 | Lisa Goldstein           | The Red Magician                        |                                                         | [ N 3 ] |
| 1983 | Warren Norwood           | The Windhover Tapes: An Image of Voices |                                                         | [ N 3 ] |
| 1983 | Diana Paxson             | Lady of Light                           |                                                         | [ N 3 ] |
| 1983 | Sandra Miesel            | Dreamrider                              |                                                         | [ N 3 ] |
| 1984 |                          | R. A. MacAvoy                           | Tea with the Black Dragon                               | [ N 4 ] |
| 1984 | Timothy Zahn             | The Blackcollar                         |                                                         | [ N 4 ] |
| 1984 | M. Bradley Kellogg       | A Rumor of Angels                       |                                                         | [ N 4 ] |
| 1984 | Sheri S. Tepper          | King's Blood Four                       |                                                         | [ N 4 ] |
| 1984 | John DeChancie           | Starrigger                              |                                                         | [ N 4 ] |
| 1985 |                          | Kim Stanley Robinson                    | La costa dei barbari                                    | [ N 5 ] |
| 1985 | William Gibson           | Neuromante                              |                                                         | [ N 5 ] |
| 1985 | David R. Palmer          | Emergence                               |                                                         | [ N 5 ] |
| 1985 | Lucius Shepard           | Occhi verdi                             |                                                         | [ N 5 ] |
| 1985 | Howard Waldrop           | Them Bones                              |                                                         | [ N 5 ] |
| 1986 |                          | Carl Sagan                              | Contact                                                 | [ N 6 ] |
| 1986 | Michael P. Kube-McDowell | Emprise                                 |                                                         | [ N 6 ] |
| 1986 | Michael Swanwick         | Il tempo dei mutanti                    |                                                         | [ N 6 ] |
| 1986 | Guy Gavriel Kay          | La strada dei re                        |                                                         | [ N 6 ] |
| 1986 | Tad Williams             | Il canto di Acchiappacoda               |                                                         | [ N 6 ] |
| 1987 |                          | Jack McDevitt                           | The Hercules Text                                       | [ N 7 ] |
| 1987 | Lois McMaster Bujold     | L'onore dei Vor                         |                                                         | [ N 7 ] |
| 1987 | Robert Charles Wilson    | A Hidden Place                          |                                                         | [ N 7 ] |
| 1987 | Brandley Denton          | Wrack & Roll                            |                                                         | [ N 7 ] |
| 1987 | Leo Frankowski           | The Cross-Time Engineer                 |                                                         | [ N 7 ] |
| 1988 |                          | Emma Bull                               | War for the Oaks                                        | [ N 8 ] |
| 1988 | Pat Cadigan              | Mindplayers                             |                                                         | [ N 8 ] |
| 1988 | C. S. Friedman           | In Conquest Born                        |                                                         | [ N 8 ] |
| 1988 | Christopher Hinz         | Liege-Killer                            |                                                         | [ N 8 ] |
| 1988 | Loren J. MacGregor       | The Net                                 |                                                         | [ N 8 ] |
| 1989 |                          | Ian McDonald                            | Desolation Road                                         | [ N 9 ] |
| 1989 | Michaela Roessner        | Walkabout Woman                         |                                                         | [ N 9 ] |
| 1989 | Richard Kadrey           | Metrophage                              |                                                         | [ N 9 ] |
| 1989 | Elizabeth Moon           | La figlia della spada                   |                                                         | [ N 9 ] |
| 1989 | Daniel Keys Moran        | The Armageddon Blues                    |                                                         | [ N 9 ] |

## Dal 1990 al 1999
| Anno | Fotografia vincitori   | Vincitori e finalisti               | Romanzo                      | Note     |
| ---- | ---------------------- | ----------------------------------- | ---------------------------- | -------- |
| 1990 |                        | Allen Steele                        | Orbita Olympus               | [ N 10 ] |
| 1990 | Nancy A. Collins       | Sunglasses After Dark               |                              | [ N 10 ] |
| 1990 | Dave Wolverton         | On My Way to Paradise               |                              | [ N 10 ] |
| 1990 | Ted Reynolds           | The Tides of God                    |                              | [ N 10 ] |
| 1990 | Michael Kandel         | Strange Invasion                    |                              | [ N 10 ] |
| 1991 |                        | Michael Flynn                       | In the Country of the Blind  | [ N 11 ] |
| 1991 | Elizabeth Hand         | Winterlong                          |                              | [ N 11 ] |
| 1991 | Lisa Mason             | Arachne                             |                              | [ N 11 ] |
| 1991 | Robert J. Sawyer       | Apocalisse su Argo                  |                              | [ N 11 ] |
| 1991 | Kathleen M. O'Neal     | An Abyss of Light                   |                              | [ N 11 ] |
| 1992 |                        | Kathe Koja                          | The Cipher                   | [ N 12 ] |
| 1992 | Kristine Kathryn Rusch | The White Mists of Power            |                              | [ N 12 ] |
| 1992 | Alexander Jablokov     | Carve the Sky                       |                              | [ N 12 ] |
| 1992 | Stephen Baxter         | Raft                                |                              | [ N 12 ] |
| 1992 | Tom Maddox             | Halo                                |                              | [ N 12 ] |
| 1993 |                        | Maureen F. McHugh                   | China Mountain Zhang         | [ N 13 ] |
| 1993 | Steven Gould           | Jumper                              |                              | [ N 13 ] |
| 1993 | Poppy Z. Brite         | Lost Souls                          |                              | [ N 13 ] |
| 1993 | Susan Palwick          | Flying in Place                     |                              | [ N 13 ] |
| 1993 | Robert Harris          | Fatherland                          |                              | [ N 13 ] |
| 1994 |                        | Patricia Anthony                    | Cold Allies                  | [ N 14 ] |
| 1994 | Nicola Griffith        | Ammonite                            |                              | [ N 14 ] |
| 1994 | Mary Rosenblum         | The Drylands                        |                              | [ N 14 ] |
| 1994 | Wilhelmina Baird       | CrashCourse                         |                              | [ N 14 ] |
| 1994 | Amy Thomson            | Virtual Girl                        |                              | [ N 14 ] |
| 1995 |                        | Jonathan Lethem                     | Concerto per archi e canguro | [ N 15 ] |
| 1995 | Kathleen Ann Goonan    | Queen City Jazz                     |                              | [ N 15 ] |
| 1995 | Stephan Grundy         | Rhinegold                           |                              | [ N 15 ] |
| 1995 | Carolyn Cushman        | Witch and Wombat                    |                              | [ N 15 ] |
| 1995 | Jeff Noon              | Le piume di Vurt                    |                              | [ N 15 ] |
| 1996 |                        | Linda Nagata                        | The Bohr Maker               | [ N 16 ] |
| 1996 | Sharon Shinn           | The Shape-Changer's Wife            |                              | [ N 16 ] |
| 1996 | Tricia Sullivan        | Lethe                               |                              | [ N 16 ] |
| 1996 | Richard Calder         | Dead Girls                          |                              | [ N 16 ] |
| 1996 | Patrick O'Leary        | Door Number Three                   |                              | [ N 16 ] |
| 1997 |                        | Sarah Zettel                        | Pianeta senza nome           | [ N 17 ] |
| 1997 | Sage Walker            | Whiteout                            |                              | [ N 17 ] |
| 1997 | Gregory Keyes          | The Waterborn                       |                              | [ N 17 ] |
| 1997 | Raphael Carter         | The Fortunate Fall                  |                              | [ N 17 ] |
| 1997 | Richard Garfinkle      | Celestial Matters                   |                              | [ N 17 ] |
| 1997 | N. Lee Wood            | Looking for the Mahdi               |                              | [ N 17 ] |
| 1998 |                        | Ian R. MacLeod                      | The Great Wheel              | [ N 18 ] |
| 1998 | James Alan Gardner     | Expendable                          |                              | [ N 18 ] |
| 1998 | Candas Jane Dorsey     | Black Wine                          |                              | [ N 18 ] |
| 1998 | Susan R. Matthews      | An Exchange of Hostages             |                              | [ N 18 ] |
| 1998 | William K. Hartmann    | Mars Underground                    |                              | [ N 18 ] |
| 1999 |                        | Nalo Hopkinson                      | Brown Girl in the Ring       | [ N 19 ] |
| 1999 | Carolyn Ives Gilman    | Halfway Human                       |                              | [ N 19 ] |
| 1999 | Kage Baker             | La compagnia del tempo              |                              | [ N 19 ] |
| 1999 | J. K. Rowling          | Harry Potter e la pietra filosofale |                              | [ N 19 ] |
| 1999 | Kristen Britain        | Green Rider                         |                              | [ N 19 ] |

## Dal 2000 al 2009
| Anno | Fotografia vincitori    | Vincitori e finalisti                          | Romanzo                                                                                               | Note     |
| ---- | ----------------------- | ---------------------------------------------- | --- | -------- |
| 2000 |                         | Paul Levinson                                  | The Silk Code                                                                                         | [ N 20 ] |
| 2000 | Thomas Harlan           | The Shadow of Ararat                           | | [ N 20 ] |
| 2000 | Peter Watts             | Starfish                                       | | [ N 20 ] |
| 2000 | Kristine Smith          | Code of Conduct                                | | [ N 20 ] |
| 2000 | Juliet E. McKenna       | The Thief's Gamble                             | | [ N 20 ] |
| 2001 |                         | Geoffrey A. Landis                             | Mars Crossing                                                                                         | [ N 21 ] |
| 2001 | Alastair Reynolds       | Rivelazione                                    | | [ N 21 ] |
| 2001 | David Herter            | Ceres Storm                                    | | [ N 21 ] |
| 2001 | Ian Stewart, Jack Cohen | Wheelers                                       | | [ N 21 ] |
| 2001 | Mark Z. Danielewski     | Casa di foglie                                 | | [ N 21 ] |
| 2002 |                         | Jacqueline Carey                               | Il dardo e la rosa                                                                                    | [ N 22 ] |
| 2002 | Jasper Fforde           | Il caso Jane Eyre                              | | [ N 22 ] |
| 2002 | Cecilia Dart-Thornton   | La ragazza della torre                         | | [ N 22 ] |
| 2002 | Liz Williams            | The Ghost Sister                               | | [ N 22 ] |
| 2002 | Wen Spencer             | Alien Taste                                    | | [ N 22 ] |
| 2003 |                         | Alexander C. Irvine                            | A Scattering of Jades                                                                                 | [ N 23 ] |
| 2003 | John C. Wright          | L'età dell'oro                                 | | [ N 23 ] |
| 2003 | Richard Morgan          | Bay City                                       | | [ N 23 ] |
| 2003 | Kelley Eskridge         | Solitaire                                      | | [ N 23 ] |
| 2003 | Charles Stross          | The Atrocity Archives                          | | [ N 23 ] |
| 2004 |                         | Cory Doctorow                                  | Down and Out in the Magic Kingdom                                                                     | [ N 24 ] |
| 2004 | Jeff VanderMeer         | Veniss Underground                             | | [ N 24 ] |
| 2004 | K. J. Bishop            | The Etched City                                | | [ N 24 ] |
| 2004 | Audrey Niffenegger      | La moglie dell'uomo che viaggiava nel tempo    | | [ N 24 ] |
| 2004 | Leah R. Cutter          | Paper Mage                                     | | [ N 24 ] |
| 2005 |                         | Susanna Clarke                                 | Jonathan Strange & il signor Norrell                                                                  | [ N 25 ] |
| 2005 | Steph Swainston         | The Year of Our War                            | | [ N 25 ] |
| 2005 | Karen Traviss           | City of Pearl                                  | | [ N 25 ] |
| 2005 | Jennifer Stevenson      | Trash Sex Magic                                | | [ N 25 ] |
| 2005 | Minister Faust          | The Coyote Kings of the Space-Age Bachelor Pad | | [ N 25 ] |
| 2006 |                         | Elizabeth Bear                                 | Hammered / Scardown / Worldwired                                                                      | [ N 26 ] |
| 2006 | John Scalzi             | Morire per vivere                              | | [ N 26 ] |
| 2006 | David Marusek           | Counting Heads                                 | | [ N 26 ] |
| 2006 | Tim Pratt               | The Strange Adventures of Rangergirl           | | [ N 26 ] |
| 2006 | Hal Duncan              | Vellum                                         | | [ N 26 ] |
| 2007 |                         | Naomi Novik                                    | Temeraire - Il drago di sua maestà / Temeraire - Il trono di giada / Temeraire - La guerra dei draghi | [ N 27 ] |
| 2007 | Scott Lynch             | Gli inganni di Locke Lamora                    | | [ N 27 ] |
| 2007 | Tobias S. Buckell       | Crystal Rain                                   | | [ N 27 ] |
| 2007 | Ellen Klages            | The Green Glass Sea                            | | [ N 27 ] |
| 2007 | Gordon Dahlquist        | The Glass Books of the Dream Eaters            | | [ N 27 ] |
| 2008 |                         | Joe Hill                                       | La scatola a forma di cuore                                                                           | [ N 28 ] |
| 2008 | Patrick Rothfuss        | Il nome del vento                              | | [ N 28 ] |
| 2008 | Ysabeau S. Wilce        | Flora Segunda                                  | | [ N 28 ] |
| 2008 | Christopher Barzak      | One for Sorrow                                 | | [ N 28 ] |
| 2008 | Cassandra Clare         | Shadowhunters - Città di ossa                  | | [ N 28 ] |
| 2009 |                         | Paul Melko                                     | Singularity's Ring                                                                                    | [ N 29 ] |
| 2009 | Daryl Gregory           | Pandemonium                                    | | [ N 29 ] |
| 2009 | Felix Gilman            | Thunderer                                      | | [ N 29 ] |
| 2009 | Jo Graham               | Black Ship                                     | | [ N 29 ] |
| 2009 | Nick Harkaway           | Il mondo dopo la fine del mondo                | | [ N 29 ] |

## Dal 2010 a oggi
| Anno | Fotografia vincitori    | Vincitori e finalisti                              | Romanzo                                      | Note     |
| ---- | ----------------------- | -------------------------------------------------- | -------------------------------------------- | -------- |
| 2010 |                         | Paolo Bacigalupi                                   | La ragazza meccanica                         | [ N 30 ] |
| 2010 | Ken Scholes             | Lamentation                                        |                                              | [ N 30 ] |
| 2010 | Jedediah Berry          | The Manual of Detection                            |                                              | [ N 30 ] |
| 2010 | Gail Carriger           | Soulless                                           |                                              | [ N 30 ] |
| 2010 | Greg van Eekhout        | Norse Code                                         |                                              | [ N 30 ] |
| 2011 |                         | N. K. Jemisin                                      | I centomila regni                            | [ N 31 ] |
| 2011 | Charles Yu              | How to Live Safely in a Science Fictional Universe |                                              | [ N 31 ] |
| 2011 | Hannu Rajaniemi         | The Quantum Thief                                  |                                              | [ N 31 ] |
| 2011 | Mary Robinette Kowal    | Shades of Milk and Honey                           |                                              | [ N 31 ] |
| 2011 | Amelia Beamer           | The Loving Dead                                    |                                              | [ N 31 ] |
| 2012 |                         | Erin Morgenstern                                   | The Night Circus                             | [ N 32 ] |
| 2012 | Genevieve Valentine     | Mechanique: A Tale of the Circus Tresaulti         |                                              | [ N 32 ] |
| 2012 | Will McIntosh           | Soft Apocalypse                                    |                                              | [ N 32 ] |
| 2012 | Kameron Hurley          | God's War                                          |                                              | [ N 32 ] |
| 2012 | Ernest Cline            | Player One                                         |                                              | [ N 32 ] |
| 2013 |                         | Saladin Ahmed                                      | Throne of the Crescent Moon                  | [ N 33 ] |
| 2013 | G. Willow Wilson        | Alif The Unseen                                    |                                              | [ N 33 ] |
| 2013 | Madeline Ashby          | VN                                                 |                                              | [ N 33 ] |
| 2013 | Rachel Hartman          | Seraphina                                          |                                              | [ N 33 ] |
| 2013 | Ted Kosmatka            | The Game                                           |                                              | [ N 33 ] |
| 2014 |                         | Ann Leckie                                         | Ancillary Justice - La vendetta di Breq      | [ N 34 ] |
| 2014 | Helene Wecker           | The Golem and the Jinni                            |                                              | [ N 34 ] |
| 2014 | Sofia Samatar           | A Stranger in Olondria                             |                                              | [ N 34 ] |
| 2014 | Emily Croy Barker       | The Thinking Woman's Guide to Real Magic           |                                              | [ N 34 ] |
| 2014 | J. Kathleen Cheney      | The Golden City                                    |                                              | [ N 34 ] |
| 2015 |                         | Mary Rickert                                       | The Memory Garden                            | [ N 35 ] |
| 2015 | James Cambias           | The Darkling Sea                                   |                                              | [ N 35 ] |
| 2015 | Brian Staveley          | The Emperor's Blades                               |                                              | [ N 35 ] |
| 2015 | Jennifer Marie Brissett | Elysium                                            |                                              | [ N 35 ] |
| 2015 | Beth Cato               | The Clockwork Dagger                               |                                              | [ N 35 ] |
| 2016 |                         | Ken Liu                                            | The Grace of Kings                           | [ N 36 ] |
| 2016 | Zen Cho                 | Sorcerer to the Crown                              |                                              | [ N 36 ] |
| 2016 | Silvia Moreno-Garcia    | Signal to Noise                                    |                                              | [ N 36 ] |
| 2016 | Kai Ashante Wilson      | The Sorcerer of the Wildeeps                       |                                              | [ N 36 ] |
| 2016 | Natasha Pulley          | The Watchmaker of Filigree Street                  |                                              | [ N 36 ] |
| 2017 |                         | Yoon Ha Lee                                        | Ninefox Gambit                               | [ N 37 ] |
| 2017 | Nisi Shawl              | Everfair                                           |                                              | [ N 37 ] |
| 2017 | Malka Older             | Infomocracy                                        |                                              | [ N 37 ] |
| 2017 | David D. Levine         | Arabella of Mars                                   |                                              | [ N 37 ] |
| 2017 | Kat Howard              | Roses and Rot                                      |                                              | [ N 37 ] |
| 2018 |                         | Theodora Goss                                      | The Strange Case of the Alchemist's Daughter | [ N 38 ] |
| 2018 | Karin Tidbeck           | Amatka (translation of Amatka)                     |                                              | [ N 38 ] |
| 2018 | Lara Elena Donnelly     | Amberlough                                         |                                              | [ N 38 ] |
| 2018 | Rivers Solomon          | An Unkindness of Ghosts                            |                                              | [ N 38 ] |
| 2018 | Annalee Newitz          | Autonomous                                         |                                              | [ N 38 ] |
| 2019 |                         | Rebecca Roanhorse                                  | Trail of Lightning                           | [ N 39 ] |
| 2019 | R. F. Kuang             | The Poppy War                                      |                                              | [ N 39 ] |
| 2019 | Tomi Adeyemi            | Children of Blood and Bone                         |                                              | [ N 39 ] |
| 2019 | C. L. Polk              | Witchmark                                          |                                              | [ N 39 ] |
| 2019 | Sue Burke               | Semiosis                                           |                                              | [ N 39 ] |
| 2019 | Derek Künsken           | The Quantum Magician                               |                                              | [ N 39 ] |
| 2019 | Tasha Suri              | Empire of Sand                                     |                                              | [ N 39 ] |
| 2019 | Kate Heartfield         | Armed in Her Fashion                               |                                              | [ N 39 ] |
| 2019 | Ling Ma                 | Severance                                          |                                              | [ N 39 ] |
| 2019 | Rich Larson             | Annex                                              |                                              | [ N 39 ] |
| 2019 | L. L. McKinney          | A Blade So Black                                   |                                              | [ N 39 ] |
| 2019 | Todd McAulty            | The Robots of Gotham                               |                                              | [ N 39 ] |
| 2019 | T. E. Grau              | I Am the River                                     |                                              | [ N 39 ] |
| 2019 | Zoje Stage              | Baby Teeth                                         |                                              | [ N 39 ] |
| 2019 | Rachel Fellman          | The Breath of the Sun                              |                                              | [ N 39 ] |
| 2019 | Bethany C. Morrow       | MEM                                                |                                              | [ N 39 ] |
| 2019 | Jordy Rosenberg         | Confessions of the Fox                             |                                              | [ N 39 ] |
| 2019 | Somaiya Daud            | Mirage                                             |                                              | [ N 39 ] |
| 2019 | Juliet Kemp             | The Deep and Shining Dark                          |                                              | [ N 39 ] |

### Annotazioni
1. ↑  Premio Locus opera prima 1981[5][6][7]
2. ↑  Premio Locus opera prima 1982[8][9][10]
3. ↑  Premio Locus opera prima 1983[11][12][13]
4. ↑  Premio Locus opera prima 1984[14][15][16]
5. ↑  Premio Locus opera prima 1985[17][18][19]
6. ↑  Premio Locus opera prima 1986[20][21][22]
7. ↑  Premio Locus opera prima 1987[23][24][25]
8. ↑  Premio Locus opera prima 1988[26][27][28]
9. ↑  Premio Locus opera prima 1989[29][30][31]
10. ↑  Premio Locus opera prima 1990[32][33][34]
11. ↑  Premio Locus opera prima 1991[35][36][37]
12. ↑  Premio Locus opera prima 1992[38][39][40]
13. ↑  Premio Locus opera prima 1993[41][42][43]
14. ↑  Premio Locus opera prima 1994[44][45][46]
15. ↑  Premio Locus opera prima 1995[47][48][49]
16. ↑  Premio Locus opera prima 1996[50][51][52]
17. ↑  Premio Locus opera prima 1997[53][54][55]
18. ↑  Premio Locus opera prima 1998[56][57][58]
19. ↑  Premio Locus opera prima 1999[59][60][61]
20. ↑  Premio Locus opera prima 2000[62][63][64]
21. ↑  Premio Locus opera prima 2001[65][66][67]
22. ↑  Premio Locus opera prima 2002[68][69][70]
23. ↑  Premio Locus opera prima 2003[71][72][73]
24. ↑  Premio Locus opera prima 2004[74][75][76]
25. ↑  Premio Locus opera prima 2005[77][78][79]
26. ↑  Premio Locus opera prima 2006[80][81][82]
27. ↑  Premio Locus opera prima 2007[83][84][85]
28. ↑  Premio Locus opera prima 2008[86][87][88]
29. ↑  Premio Locus opera prima 2009[89][90][91]
30. ↑  Premio Locus opera prima 2010[92][93][94]
31. ↑  Premio Locus opera prima 2011[95][96][97]
32. ↑  Premio Locus opera prima 2012[98][99][100]
33. ↑  Premio Locus opera prima 2013[101][102][103]
34. ↑  Premio Locus opera prima 2014[104][105][106]
35. ↑  Premio Locus opera prima 2015[107][108][109]
36. ↑  Premio Locus opera prima 2016[110][111][112]
37. ↑  Premio Locus opera prima 2017[113][114][115]
38. ↑  Premio Locus opera prima 2018[116][117][118]
39. ↑  Premio Locus opera prima 2019[119][120][121]